# New Roads
New Roads is een plaats (city) in de Amerikaanse staat Louisiana, en valt bestuurlijk gezien onder Pointe Coupee Parish.

## Demografie
Bij de volkstelling in 2000 werd het aantal inwoners vastgesteld op 4966.
In 2006 is het aantal inwoners door het United States Census Bureau geschat op 4838, een daling van 128 (-2,6%).

## Geografie
Volgens het United States Census Bureau beslaat de plaats een oppervlakte van
11,8 km², geheel bestaande uit land. New Roads ligt op ongeveer 10 m boven zeeniveau.

## Plaatsen in de nabije omgeving
De onderstaande figuur toont nabijgelegen plaatsen in een straal van 24 km rond New Roads.